# Kraakbeendrieklauw
De kraakbeendrieklauw (Amyda cartilaginea) is een schildpad uit de familie weekschildpadden (Trionychidae).

## Naam en indeling
De wetenschappelijke naam van de soort werd voor het eerst voorgesteld door Pieter Boddaert in 1770. Oorspronkelijk werd de wetenschappelijke naam Testudo cartilaginea gebruikt. Vroeger werd de soort onder andere bij de geslachten Trionyx en Testudo ingedeeld.
Het was lange tijd de enige soort uit het toen monotypische geslacht Amyda, aangezien de status van de enige andere voormalige soort uit dit geslacht nogal omstreden is. Vermoed wordt dat de kraakbeendrieklauw vrij sterk verwant is aan de Birmese drieklauw (Nilssonia formosa), maar hier is nog veel onduidelijkheid over. 
De soortaanduiding cartilaginea betekent vrij vertaald 'kraakbeen-achtig' en slaat op de structuur van het rugschild. 
De soort wordt vertegenwoordigd door de volgende ondersoorten, met de auteur en het verspreidingsgebied.
| Naam                            | Auteur                                              | Verspreidingsgebied    |
| ------------------------------- | --------------------------------------------------- | ---------------------- |
| Amyda cartilaginea cartilaginea | Boddaert, 1770                                      | De rest van het areaal |
| Amyda cartilaginea maculosa     | Fritz, Gemel, Kehlmaier, Vamberger & Praschag, 2014 | Indonesië (Borneo)     |

## Uiterlijke kenmerken
De kraakbeendrieklauw wordt behoorlijk groot en kan een rugschildlengte van maximaal 85 centimeter bereiken en een gewicht tot 65 kilogram. . Het schild lijkt meer op een pannenkoek dat op de schildpad is gelegd; het schild is zeer plat en zacht, aan de achterzijde buigt het wat naar onderen en bedekt de achterpoten. De schildkleur is zwart bij jonge exemplaren maar verwordt tot een radiaalsgewijs strepenpatroon bij oudere dieren. 
De kop en poten zijn vrij groot, de poten met name door de grote zwemvliezen, de neuspunt is spits. Juveniele dieren hebben een veel ronder schild dat een soort kiel op het midden heeft, ook hebben ze vele kleine lichte en ronde vlekjes op de kop, poten en schild, die bij oudere dieren langzaam vervagen. Oudere dieren hebben een groene lichaamskleur met vele gele vlekjes. De schildkleur van jongere dieren is groen, van oudere dieren neigt het meer naar bruin. 
Mannetjes zijn van vrouwtjes te onderscheiden door een langere en dikkere staart. Het buikschild van de mannetjes is wit, die van de vrouwtjes heeft een grijze kleur. 

## Levenswijze

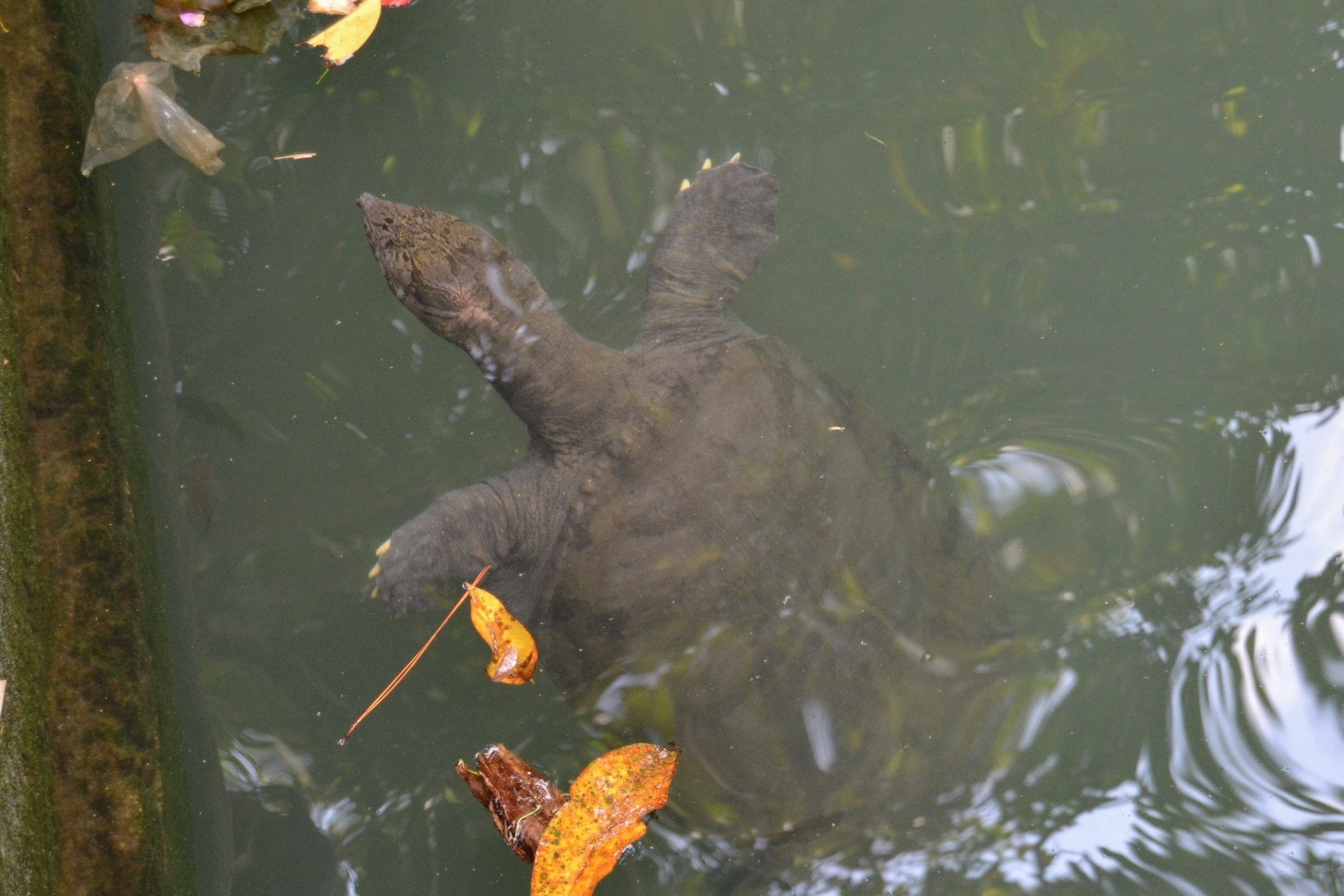
Een zwemmend exemplaar.

De schildpad is schuw en komt niet aan land om te zonnen, wel wordt bij drogere periodes het land betreden om zich in te graven in de modder, met alleen de snuitpunt die er boven uitsteekt. Ook onder water kan de schildpad ingegraven onder de modder worden aangetroffen, waarschijnlijk is de soort schemer- of nachtactief. De kraakbeendrieklauw staat bekend als agressief en bijterig. Het voedsel bestaat voornamelijk uit vlees, de schildpad jaagt actief op vissen, amfibieën, kreeftachtigen en andere in het water levende dieren, maar er is ook wel een exemplaar beschreven met zaden van palmen in de maag.

## Voortplanting en ontwikkeling
De vrouwtjes zetten drie tot vier nesten af per jaar, het aantal eieren per legsel varieert van zes tot tien maar kan bij grotere vrouwtjes oplopen van 20 tot 30 stuks. De eieren zijn rond van vorm en hebben een dunne schaal, de diameter varieert van 21 tot 33 millimeter.

## Verspreiding en habitat
De kraakbeendrieklauw komt voor in delen van Azië, en leeft in de landen Maleisië, Singapore, India en Indonesië. In Indonesië komt de soort alleen voor op de eilanden Borneo, Java, Sumatra en Sulawesi. Het verspreidingsgebied is zeer discontinu; zo komt de soort op Borneo alleen in het noorden en zuiden voor maar niet in het centrale deel. 

## Bedreiging en bescherming
De schildpad wordt bejaagd om het vlees en de eieren en is in sommige landen zoals Vietnam zeldzaam geworden. In Indonesië wordt de schildpad gevangen voor de export naar China waar de dieren gezien worden als een traditioneel medicijn. Andere bedreigingen zijn aantasting van de habitat en watervervuiling. 
Door de internationale natuurbeschermingsorganisatie IUCN is de beschermingsstatus 'kwetsbaar' toegewezen (Vulnerable of VU).